# 道勳
金道勳（： Kim Do-hoon，2005年1月30日—），藝名為DOHOON（韓語：도훈），韓國歌手。 為HYBE旗下公司PLEDIS娛樂推出的男子音樂團體TWS成員，亦為年紀排行第二的成員，在團內擔任領唱、領舞、領rap、中心。2024年1月22日，透過迷你專輯《Sparkling Blue》在韓國出道。

## 生涯

### 出道前
2005年1月30日出生於韓國首爾特別市蘆原區孔陵洞，家庭成員有父母及一位大2歲的哥哥。名字金道勳（韓語：김도훈），具有功勳之意。金道勳從小學開始加入足球隊，小學時踢左邊鋒。因此2017年時，他國中一年級寒假時，返回母校參加熟識的國小足球隊後輩們的畢業典禮中途，從體育館出來準備走下樓梯時，被PLEDIS娛樂工作人員詢問是否有公司，之後進行並通過了試鏡，從國中開始同時過著練習生和學生的生活，自從那時他的夢想就是成為歌手，起初以學業為主過，但從國中三年級開始更專注於練習，在出道前經歷了約莫7年的練習生經歷，是團體之中最早進入PLEDIS娛樂的成員。
擔任練習生時，金道勳在月末考核上獲得了第一名，公司前輩兼SEVENTEEN音樂製作人BUMZU說他擁有大眾非常喜歡的魅力音色，因此和Rap相比，金道勳平常練習演唱更多。

### 2024年至今：TWS時期
2024年1月2日，發行出道單曲《Oh Mymy : 7s》。後於1月4日，發布個人影片公布並介紹成員，金道勳是第一個被公開的成員。
2024年1月22日，透過發行首張迷你專輯《Sparkling Blue》於韓國正式出道。
2024年2月3日，擔任MBC《Show! 音樂中心》特別MC，是團體中第一位擔任MC的成員。
2024月2月8日，畢業於韓林演藝藝術高中實用音樂科。
2024年2月14日，根據韓媒《日刊sports》評價，道勳在團體中定位為領唱、領舞、領rap與中心，並沒有主要負責的部分，但其實負責了不少Rap。不過道勳除了Rap，也能在主唱部分很好地消化，在歌曲中柔和的聲線令人印象深刻。而強力的舞蹈也適合他較大的身材。另外，比起其他成員，道勳的膚色比較健康與陽光，展現出不一樣的風格。道勳也曾在4月時，登上韓國論壇theqoo熱門話題，原因是被認為長相與台灣演員許光漢相似而引起熱議。
2024年4月20日，在韓國企業BRIKOREA所公佈的男團成員品牌評價獲得第52名，首度進入排行前百。
2024年6月24日，透過發行第二張迷你專輯《SUMMER BEAT!》進行出道後首次回歸。
2024年11月25日，透過發行第一張單曲專輯《Last Bell》進行出道後第二次回歸。
2025年3月1日起，與金奎彬、A-NA搭檔擔任MBC《Show! 音樂中心》固定MC，是團體中第一位擔任音樂節目固定MC的成員。
2025年3月7日，發佈翻唱Jung Kook的歌曲〈Yes or No〉，是道勳個人首次完整翻唱歌曲，也是團體中第四位發佈翻唱歌曲的成員。

## 音樂作品
— 所屬團體之作品請參閱 TWS (團體)#音樂作品。

### 翻唱歌曲
| 年份   | 發佈日期 | 歌曲名稱      | 原唱歌手  | 參考   |
| 2025年 | 3月7日   | 〈Yes or No〉 | Jung Kook | [ 18 ] |

## 媒體作品
— 所屬團體之作品請參閱 TWS (團體)#媒體作品。

### 固定主持
| 年份   | 播放日期 | 電視台 | 節目名稱           | 合作藝人     | 備註   |
| 2025年 | 3月1日—  | MBC    | 《Show! 音樂中心》 | 金奎彬、A-NA | 固定MC |

### 特別主持
| 年份   | 播放日期 | 電視台 | 節目名稱           | 合作藝人          | 備註   |
| 2024年 | 2月3日   | MBC    | 《Show! 音樂中心》 | 李正河 、Sullyoon | 特別MC |
| 2024年 | 7月13日  | MBC    | 《Show! 音樂中心》 | 申惟、志薫        | 特別MC |
| 2024年 | 12月31日 | MBC    | 《MBC歌謠大祭典》  | 潤娥、珉豪        | MC     |

## 獎項與榮譽
— 所屬團體之獎項請參閱 TWS (團體)#獎項與榮譽。

### 男團成員品牌評價
| 年份   | 月份 | 排名 | 參考   |
| ------ | ---- | ---- | ------ |
| 2024年 | 4月  | 52   | [ 22 ] |
| 2024年 | 5月  | 87   | [ 23 ] |

## 外部連結
- 官方网站